# Banque industrielle de Chine
La Banque industrielle de Chine (BIC) est une ancienne banque franco-chinoise née en 1913 avec le soutien du Ministère des Affaires Etrangères français et du gouvernement républicain chinois. Les fonds de la BIC ont été transférés en 1922 au sein de la Banque Franco-Chinoise pour le Commerce et l'Industrie.
Les enjeux du plan de sauvetage de la BIC sont l'occasion d'un affrontement politique violent entre la presse et les ligues d'extrême-droite favorable à Paul Doumer (qui avait des intérêts dans une banque concurrente, la Banque d'Indochine) et les journaux républicains favorables à Aristide Briand et un ancien sénateur républicain, André Berthelot (administrateur de la BIC).
Au niveau chinois, c'est aussi l'enjeu d'un affrontement entre les républicains chinois et les mouvements politiques liés au Kuomintang.
Selon les historiens de l'économie, c'est l'une des premières tentatives de banque de développement française portée par une double tutelle Ministère des Finances et Ministère des Affaires Etrangères.

## Histoire

### Fondation

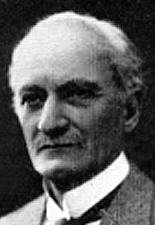
André Berthelot, fondateur de la Banque industrielle de Chine.

La Banque industrielle de Chine est créée en 1913 par André Berthelot, avec l'appui du Quai d'Orsay. Son bureau chinois est établi à Shanghai et son bureau européen à Paris. Cette banque visait à établir une coopération durable entre la Chine et la France, et à renforcer le poids de la Chine dans ses négociations avec ses créanciers. Elle devait faire concurrence au consortium de banques anglaises, allemandes, japonaises, russes mais aussi françaises qui contrôlait les finances de la dynastie Qing.
La BIC s'inspire du modèle d'organisation anglais en Chine.

Le drapeau à cinq couleurs, symbole du gouvernement de Beiyang et du régime républicain.

Soutenant dès ses débuts le régime républicain chinois, elle obtient de lui d'importantes concessions de travaux publics et de chemins de fer, en échange de quoi le gouvernement chinois dispose d'une part importante du capital. La banque connaît un franc succès au commencement, mais dès la fin des années 1910, les événements politiques en Chine (Restauration impériale chinoise de 1915-1916, époque des seigneurs de la guerre) la contraignirent à rapatrier les fonds. Ses équipes souffraient d'un certain manque d'expérience et la banque n'avait pas une envergure internationale. Surtout, elle était concurrencée par un nouveau consortium bancaire formé à New York en 1919 par les financiers des puissances victorieuses, et qui était gêné dans ses entreprises par les liens entre la BIC et le gouvernement chinois. La montée au pouvoir du Kuomintang rendra la survie de cette banque compliquée.

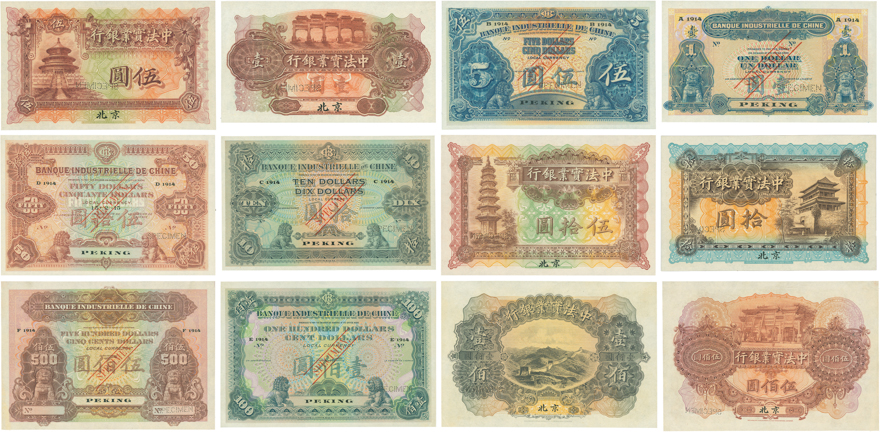
Série de billets imprimée par la Banque industrielle de Chine.

La banque prend le contrôle de la Société financière des caoutchoucs en 1919, et acquiert ainsi des cultures d'hévéas et de palmiers à huile. Jusqu'en 1920, elle réussit à donner un retour sur investissement annuel à ses clients de 14%, bien qu'elle soit victime des soulèvements populaires chinois des années 1910.

### Affrontements politiques liés au rapatriement des fonds
La Chine est traversée par une grave crise politique dès 1920. Les capitaux de contribuables et de sociétés françaises ne pouvaient être rapatriés sans l'aide du Quai d'Orsay. Cette aide ne lui fut pas accordée (1922) car on lui préféra la Banque d'Indochine (pour laquelle Paul Doumer avait des intérêts) . Le Ministère des Affaires étrangères insiste car les contribuables français et les sociétés françaises qui ont investi dans cette banque risquent de ne pas pouvoir récupérer leur argent à cause de la situation politique dans le pays.
André Berthelot demande au gouvernement, et plus précisément à Aristide Briand, d'intervenir pour aider à sauvegarder les intérêts de ses clients investisseurs français en Chine. Le Quai d'Orsay, qui a participé à la création de cette banque, est divisé sur ce point, la banque étant concurrente avec une autre banque française, la Banque d'Indochine, qui est étroitement liée à Paul Doumer et qui compte de nombreux anciens hauts fonctionnaires au sein de son conseil d'administration. Le Quai d'Orsay appelle tout de même les banques françaises à soutenir la BIC, mais celles-ci se contentent de réaliser ses valeurs les plus rentables. En Chine, la diplomatie française affirme que la banque tiendra ses engagements, mais malgré les efforts financiers consentis, les avoirs de la BIC sont dispersés et les titres perdent peu à peu toute leur valeur.
Philippe Berthelot, le frère d'André Berthelot, diplomate influent au Quai d'Orsay, tente de convaincre le gouvernement de l'urgence d'un plan de sauvetage. Alors très influentes, les ligues d'extrême-droite, dont l'Action française, instrumentalisent l'affaire pour prétendre à une connivence entre les milieux financiers et les cercles politiques. Berthelot était le fils d'un ancien ministre dreyfusard et athée, représente à plusieurs reprises comme un juif dans la presse d'extrême-droite. Paul Doumer cherche à utiliser le scandale pour obtenir la démission de Philippe Berthelot et d'Aristide Briand, mais le Sénat se range avec ces derniers.
Si la grande presse soutient les Berthelot, l'arrivée de Raymond Poincaré, populaire auprès de l'extrême-droite, à la présidence du Conseil, pousse le Quai d'Orsay, qui était originellement pour un plan de relance, à changer d'avis. Devant la détermination de plusieurs banques de la place de Paris à ne pas soutenir la BIC, la diplomatie française renonce partiellement à son projet de diriger l'épargne des Français vers la Chine.Selon l'historien Jean-Marie Thiveaud , l'ambition de cette banque était de mettre en place un partenariat financier durable entre la France et la Chine sous la forme d'un banque de développement. André Berthelot doit fermer la banque en 1922 et transférer les fonds au sein de la Banque Franco-Chinoise pour le Commerce et l'Industrie. Philippe Berthelot, partisan du plan de sauvetage, dont Doumer demandait à ce qu'il soit originellement  exclu de la fonction publique pour dix ans n'est pas radié et faute d'éléments à sa charge retrouve son poste de secrétaire général du Quai d'Orsay dès 1925.

### Reprise des capitaux au sein de la Banque franco-chinoise pour le commerce et l'industrie
Paradoxalement, la campagne orchestrée par la presse d'extrême-droite a eu pour conséquence de renforcer  la légitimité des Berthelot, qui ont su gérer cette crise difficile. André Berthelot dépose le bilan de la Banque industrielle de Chine, et grâce à l'accord de ses investisseurs et au soutien du gouvernement chinois, les actifs de la banque sont transférés sans encombre vers la Banque franco-chinoise pour le commerce et l'industrie.
En 1922 est donc fondée la Banque franco-chinoise pour le commerce et l’industrie par un groupe puissant de grandes banques, notamment la Banque de Paris et des Pays-Bas (Paribas) et le CNEP. C’est une banque d’investissement dont le but est de reprendre immédiatement en Extrême-Orient l’activité bancaire de la Banque industrielle de Chine (BIC).